# Кулябский район
Куля́бский район (тадж. Ноҳияи Кӯлоб) — административный район в составе Хатлонской области Республики Таджикистан.
Образован 23 ноября 1930 года в составе Кулябской области Таджикской ССР. Территория Кулябского района составляет 272,9 км².
Районный центр — город Куляб, расположен в долине реки Яхсу (бассейн Пянджа), у подножия хребта Хазратишох, в 203 км к юго-востоку от города Душанбе.

## География
Кулябский район расположен в долине реки Яхсу (бассейн Пянджа). На севере граничит с Ховалингским и Муминабадским районами, на востоке — с районом Шамсиддин Шохин, на западе — с Восейским районом, на юге — с районом Хамадони Хатлонской области.

## История
27 июня 1958 года к Кулябскому району был присоединён Муминабадский район.

## Население
Население по оценке на 1 января 2015 года составляет 96 600 человек (100 % — сельское). По данным на 2003 год население составляло 82 000 жителей.
| Численность населения | Численность населения | Численность населения | Численность населения | Численность населения | Численность населения | Численность населения | Численность населения |
| 1939                  | 2003                  | 2004                  | 2005                  | 2006                  | 2007                  | 2008                  | 2009                  |
| --------------------- | --------------------- | --------------------- | --------------------- | --------------------- | --------------------- | --------------------- | --------------------- |
| 11 276                | ↗77 000               | ↗78 500               | ↗81 100               | ↗82 900               | ↗85 100               | ↗87 300               | ↗89 400               |
| 2019                  | 2020                  | 2021                  | 2022                  |                       |                       |                       |                       |
| ↗211 500              | ↗214 700              | ↗218 100              | ↗222100               |                       |                       |                       |                       |

## Административное деление
В состав Кулябского района входят 4 сельские общины (тадж. ҷамоат).
| Административное деление Кулябского района |           |
| Сельская община                            | Население |
| Куляб, г.                                  |           |
| Куляб                                      | 11 969    |
| Дахана                                     | 21 320    |
| Зарбдор                                    | 16 240    |
| Зираки                                     | 21 522    |

Главой Кулябского района является Председатель Хукумата, который назначается Президентом Республики Таджикистан. Главой правительства Кулябского района является Председатель Хукумата. Законодательный орган Кулябского района — Маджлис народных депутатов, который избирается всенародно на 5 лет.